# Выборы в Херсонский областной совет (2006)
Выборы в Херсонский областной совет V-го созыва прошли 26 марта 2006 года.

## Избирательное право
Согласно действующему Украинскому законодательству, выборы прошли по пропорциональной избирательной системе с 3-процентным порогом голосов.

## Итог
| Состав V-го созыва Херсонского областного совета | Состав V-го созыва Херсонского областного совета | Состав V-го созыва Херсонского областного совета | Состав V-го созыва Херсонского областного совета | Состав V-го созыва Херсонского областного совета |
| Партия                                           | Голосов                                          | %                                                | Мест                                             | Изменение                                        |
| ------------------------------------------------ | ------------------------------------------------ | ------------------------------------------------ | ------------------------------------------------ | ------------------------------------------------ |
| Партия регионов                                  | 125 995                                          | 22,8%                                            | 30                                               |                                                  |
| Блок Юлии Тимошенко                              | 81 585                                           | 14,8%                                            | 19                                               |                                                  |
| Наша Украина                                     | 40 175                                           | 7,3%                                             | 9                                                |                                                  |
| Коммунистическая партия Украины                  | 27 706                                           | 5,0%                                             | 7                                                |                                                  |
| Блок Литвина                                     | 23 940                                           | 4,3%                                             | 6                                                |                                                  |
| Блок Витренко                                    | 22 107                                           | 4,0%                                             | 5                                                |                                                  |
| Социалистическая партия Украины                  | 21 935                                           | 4,0%                                             | 5                                                |                                                  |
| Коммунистическая партия рабочих и селян          | 18 119                                           | 3,3%                                             | 4                                                |                                                  |
| Прочие партии                                    | 301 600                                          | 54,5%                                            | 0                                                |                                                  |
| Общий результат                                  | 553 162                                          | 100%                                             | 85                                               |                                                  |